# Jezioro Orle (Równina Augustowska)
Jezioro Orle – jezioro w gminie Płaska, w powiecie augustowskim, w woj. podlaskim.
Zgodnie ze spisem wód stojących opracowanym przez Komisję Nazw Miejscowości i Obiektów Fizjograficznych jezioro nosi nazwę Orle. Stosuje się też nazwę Orlewo.
Jezioro leży na wysokości 121,5 m n.p.m. Jego powierzchnia wynosi 27,42 ha, maksymalna głębokość wynosi 4,7 m, a średnia 1,9 m. Północny brzeg jest niski i zabagniony, a południowy wysoki i suchy. Nie ma żadnych zatok, półwyspów ani wysp. Jezioro jest częścią Kanału Augustowskiego, przez który łączy się z Jeziorem Górczyckim na zachodzie i Jeziorem Paniewo na wschodzie. Nad jeziorem leżą miejscowości Płaska i Gorczyca.